# Paweł Linka
Paweł Linka (* 26. Juni 1986 in Posen, Polen) ist ein ehemaliger polnischer Fußballtorhüter.

## Karriere
Linka begann seine Karriere in der Jugendmannschaft des TPS Winogrady. 2003 kam er zu seiner ersten Profistation. Bei Amica Wronki stand er bis 2004 unter Vertrag und kam zu seinen ersten beiden Einsätzen in der höchsten polnischen Liga. 2004 spielte er kurzfristig bei Promień Żary, ehe er zu Amica Wronki zurückkehrte. 
2006 nahm ihn Lech Posen unter Vertrag. Bei Lech hatte Linka auch seinen ersten internationalen Einsatz. Der Torhüter spielte im UI-Cup-Spiel der Saison 2006/07 (1. Runde) gegen den moldawischen Vertreter FC Tiraspol bei der 0:1-Niederlage im Hinspiel am 1. Juli 2006.
Nach nur einem Jahr in Posen wurde der Torhüter leihweise zu Odra Wodzisław abgeschoben. Nach nur einem Einsatz bei Odra kehrte er nach Posen zurück und war dort nur zweiter Ersatztorhüter. Von Januar bis Juni 2009 spielte er in Griechenland bei Skoda Xanthi, um danach zurück in seine Heimat zu Podbeskidzie Bielsko-Biała als Ersatztorhüter hinter Richard Zajac zu wechseln. Dort kam er bis Sommer 2011 nur zu einem Einsatz. Anschließend war er ein halbes Jahr ohne Verein, ehe er sich Anfang 2012 GKS Dopiewo anschloss. Dort beendete er im Jahr 2013 seine Laufbahn.
Für die polnische U-21-Auswahl lief Linka zwei Mal auf.